# 群山淡景
《群山淡景》（英語：A Pale View of Hills，又譯群山淡影）是石黑一雄於1982年出版的作品，獲英國皇家學會頒發溫尼弗雷德．霍爾比獎（Winifred Holtby Prize）。

## 內容
來自日本的英國寡婦悅子，因不善交際而又沉默反叛的長女自殺，開始回想戰後在長崎生活的往事。當時，悅子身懷六甲，遇到一對從東京來的母女。母親一直為出走日本到美國而奔波，而女孩則經常孤立自己，母女間的口角弄得雙方都很不愉快。一日，悅子陪同兩人到山上遊覽，霧下的群山十分美麗。兩人當晚更贏了大獎：一個盛菜的木箱，女孩亦因此感到十分快樂。不過，離開前的一晚，母親違背承諾，不肯帶女孩心愛的小貓一同出國，更將牠們一一扔入河中。女孩一氣之下上吊，卻摔了下來受了傷。
悅子最後對次女說，那天她們到山上遊覽時，長女十分高興；母女的故事其實是悅子為了減輕自己的罪感而編出來的。

## 書籍資料
| 書名 | 出版社     | 出版日期  | 叢書 | ISBN               | 格式      | 頁數  | 來源 |
| ---- | ---------- | --------- | ---- | ------------------ | --------- | ----- | ---- |
|      | 費伯出版社 | 1982年2月 |      | ISBN 0-571-11866-6 | 精裝/平裝 | 192頁 |      |

### 中譯本
| 書名 | 譯者   | 出版社         | 出版日期   | 叢書                        | ISBN                   | 格式 | 頁數  | 來源 |
| ---- | ------ | -------------- | ---------- | --------------------------- | ---------------------- | ---- | ----- | ---- |
|      | 冷步梅 | 聯合文學出版社 | 1994年11月 | 聯合文學(099) 聯合譯叢(021) | ISBN 957-522-097-8     | 平裝 | 201頁 |      |
|      | 林為正 | 新雨出版社     | 2019年12月 | 石黑一雄作品集              | ISBN 978-986-227-273-2 | 平裝 | 251頁 |      |